# Йохан IV фон Мандершайд-Бланкенхайм
Йохан IV фон Мандершайд-Бланкенхайм (на немски: Johann IV von Manderscheid-Blankenheim; * 8 февруари 1538; † 2 май 1592, Саверн) е епископ на Страсбург (1569 – 1592).

## Живот
Той е вторият син на граф Арнолд I фон Мандершайд-Бланкенхайм (1500 – 1548) и съпругата му графиня Маргарета фон Вид (ок. 1505 – 1571), дъщеря на граф Йохан III фон Вид (ок. 1485 – 1533) и съпругата му графиня Елизабет фон Насау-Диленбург (1488 – 1559). Майка му е сестра на Фридрих IV фон Вид († 1568), архиепископ и курфюрст на Кьолн (1562 – 1567). Брат е на Херман (1535 – 1604), граф на Мандершайд-Бланкенхайм, императорски съветник, Еберхард (1542 – 1607), Арнолд II (1546 – 1614), граф на Мандершайд-Бланкенхайм, Отилия (1536 – 1597), омъжена на 14 юли 1561 г. за граф Райнхард II фон Лайнинген-Вестербург (1530 – 1584), и на Елизабет (1544 – 1588), княжеска абатиса в Есен (1575 – 1578), омъжена на 18 декември 1578 г. за граф Вирих VI фон Даун-Фалкенщайн (1540 – 1598).
През 1547 г. Йохан е като домхер член на Кьолнския катедрален капител. През 1562 г. той е катедрален схоластик (ръководител на катедралното училище) и 1567 г. капуцинец.
След отказа на чичо му Фридрих IV фон Вид като кьолнски архиепископ се състоят нови избори през есента 1567 г. Йохан кандидаства за службата, но успява граф Салентин фон Изенбург. На 4 ноември 1568 г. Йохан се отказва от службите си в Кьолн и успява да спечели на 26 януари 1569 г. изборите за епископ на Страсбург против пфалцграф Райхард фон Пфалц-Зимерн, но е признат едва през лятоттто 1573 г. в Рим от папа Григорий XIII.
През 1580 г. той свиква йезуитите в Молсайм, чийто първи ректор Якоб Ернфелдер (1544 – 1601) е един от неговите доверени съветници.